# Gurenge
«Gurenge» (яп. 紅蓮華 Гурэнгэ, «Красный лотос») — песня японской поп-певицы LiSA с её пятого студийного альбома «Leo-Nine». Песня стала её пятнадцатым синглом и была выпущена в цифровом формате 22 апреля 2019 года, а на физических носителях — 3 июля. Сингл попал на третье место в Oricon Singles Chart и на второе в Billboard Japan Hot 100. Песня стала первой заглавной темой аниме-сериала «Истребитель демонов».

## Создание и выход
24 марта 2019 года официальный сайт аниме «Истребитель демонов» объявил о том, что LiSA исполнит песню под названием «Gurenge» для заставки сериала. Песня была выпущена в цифровом формате 22 апреля 2019 года, а на физических носителях она вышла 3 июля того же года в трёх вариациях: обычной, ограниченной, и ограниченной аниме-версии. Композиция была представлена в прямом эфире на YouTube-канале The First Take, а также на музыкальном телешоу «Кохаку ута гассэн». Песня также включена в пятый студийный альбом исполнительницы, «Leo-Nine».

## Отзывы
В 2019 году «Gurenge» получила премию Newtype Anime Awards как лучшая песня для аниме, а также 34-ю премию Japan Gold Disc Awards в категории «Пять лучших песен для скачивания». Многие артисты с YouTube записывали свои каверы на песню. Одними из таких исполнителей стал японский дуэт Garnidelia, выпустивший собственный кавер на своём официальном YouTube-канале; песня вошла в их плейлист под названием «Garnidelia Cover Collection». Во время церемонии закрытия Летней Олимпиады в Токио прозвучал инструментал из песни.

## Коммерческий успех
«Gurenge» попала на третью позицию в Oricon Singles Chart и на вторую в Billboard Japan Hot 100. В мае 2019 года Японская ассоциация звукозаписывающих компаний (RIAJ) удостоила «Gurenge» золотой сертификации за 100 000 цифровых загрузок.
В июле 2020 года RIAJ присвоила песне сертификацию «Миллион» за 1 000 000 скачиваний в цифровом формате. «Gurenge» стала первым в истории Oricon Digital Single Chart синглом, исполненным женщиной, который загрузили более миллиона раз. Сингл также стал третьим в истории чарта с подобным результатом после «Lemon» и «Uma to Shika» от Кэнси Ёнэдзу.

## Видеоклип
Клип на песню был снят Масакадзу Фукацу и спродюсирован Хироси Такаямой. Клип демонстрирует LiSA, одетую в красный шарф и чёрную ткань, а также в белую рубашку без рукавов и красные шорты, и танцующую с двумя демонами. В некоторые моменты для демонстрации демонов используются оттенки чёрного и красного цветов. В конце видео LiSA надевает маску демона. Демонов сыграли Синдзи Канадзава и Май Симидзу.

## Список композиций
| №                   | Название                               | Текст песни         | Музыка              | Руководитель        | Длительность |
| ------------------- | -------------------------------------- | ------------------- | ------------------- | ------------------- | ------------ |
| 1.                  | «Gurenge» (яп. 紅蓮華)                 | LiSA                | Каёко Кусано        | Рё Эгути            | 3:58         |
| 2.                  | «Propaganda»                           | Тору Хидака         | Pablo A.K.A. WTF!?  | Pablo               | 3:21         |
| 3.                  | «Yakusoku no Uta» (яп. やくそくのうた) | Томоя Табути        | Табути              | Эгути               | 4:38         |
| 4.                  | «Gurenge» (инструментал)               |                     |                     |                     | 3:55         |
| Общая длительность: | Общая длительность:                    | Общая длительность: | Общая длительность: | Общая длительность: | 15:52        |

| №                   | Название              | Режиссёр            | Длительность |
| ------------------- | --------------------- | ------------------- | ------------ |
| 1.                  | «Gurenge» (видеоклип) | Масакадзу Фукацу    | 3:56         |
| Общая длительность: | Общая длительность:   | Общая длительность: | 19:48        |

| №                   | Название              | Длительность |
| ------------------- | --------------------- | ------------ |
| 1.                  | «Gurenge»             | 3:58         |
| 2.                  | «Propaganda»          | 3:21         |
| 3.                  | «Yakusoku no Uta»     | 4:38         |
| 4.                  | «Gurenge» (ТВ-версия) | 1:29         |
| Общая длительность: | Общая длительность:   | 13:26        |

| №                   | Название                                   | Длительность |
| ------------------- | ------------------------------------------ | ------------ |
| 1.                  | «Gurenge» (ТВ-версия без указаний авторов) | 1:39         |
| Общая длительность: | Общая длительность:                        | 15:05        |

| №                   | Название                 | Длительность |
| ------------------- | ------------------------ | ------------ |
| 1.                  | «Gurenge»                | 3:58         |
| 2.                  | «Propaganda»             | 3:21         |
| 3.                  | «Yakusoku no Uta»        | 4:38         |
| 4.                  | «Gurenge» (инструментал) | 3:55         |
| 5.                  | «Gurenge» (ТВ-версия)    | 1:29         |
| Общая длительность: | Общая длительность:      | 17:21        |

## Участники записи
Музыканты
- LiSA — вокал, автор текста (1)
- Тору Хидака — автор текста (2)
- Томоя Табути — автор текста (3), композитор (3)
- Каёко Кусано — композитор (1)
- Юити Такама — басы
- Pablo[англ.] — композитор (2), аранжировка (2), гитара
- Осаму Хидай — ударные
- Рё Эгути — аранжировка (1, 3), прочие инструменты

Производство
- Ясухиса Катаока, Хиромицу Такасу — запись
- Ясухиса Катаока — сведение
- Тайсукэ Утино — звукорежиссёр
- Акихиро Сиба, Тэмас — мастеринг

## Награды
| Церемония              | Год  | Премия                        | Результат | П.     |
| ---------------------- | ---- | ----------------------------- | --------- | ------ |
| Newtype Anime Awards   | 2019 | Лучшая заглавная тема         | Победа    | [ 7 ]  |
| Japan Gold Disc Awards | 2020 | 5 лучших песен для скачивания | Победа    | [ 8 ]  |
| JASRAC Awards          | 2021 | Работы местных авторов        | Победа    | [ 19 ] |

## Чарты
| Чарт (2019–2020)                         | Высшая позиция |
| ---------------------------------------- | -------------- |
| Мир (Billboard Global 200)               | 73             |
| Япония (Billboard Japan Hot 100)         | 2              |
| Япония Hot Animation (Billboard Japan)   | 1              |
| Япония (Oricon)                          | 3              |
| США World Digital Song Sales (Billboard) | 7              |

| Чарт (2019)            | Позиция |
| ---------------------- | ------- |
| Япония (Japan Hot 100) | 26      |
| Япония (Oricon)        | 92      |
| Чарт (2020)            | Позиция |
| Япония (Japan Hot 100) | 3       |
| Япония (Oricon)        | 36      |
| Чарт (2021)            | Позиция |
| Япония (Japan Hot 100) | 16      |

## Сертификации
| Япония (RIAJ) Физический | Платиновый | 250 000^     |
| Япония (RIAJ) Цифровой | Миллион    | 1 000 000*   |
| Япония (RIAJ) Стриминг | Платиновый | 100 000 000† |
| (* данные о продажах, основанные только на сертификации) (^ данные о партиях основаны только на сертификации) († продажи+стриминг, основанные только на сертификации) |            |              |

## История релиза
| Регион | Дата           | Формат                       | Версия                   | Лейбл       |
| ------ | -------------- | ---------------------------- | ------------------------ | ----------- |
| Мир    | 22 апреля 2019 | Цифровое скачивание стриминг | Предварительный релиз    | Sacra Music |
| Мир    | 3 июля 2021    | Цифровое скачивание стриминг | Цифровой мини-альбом     | Sacra Music |
| Япония | 3 июля 2021    | CD+DVD                       | Ограниченный             | Sacra Music |
| Япония | 3 июля 2021    | CD+DVD                       | Ограниченный аниме-релиз | Sacra Music |
| Япония | 3 июля 2021    | CD                           | Обычная                  | Sacra Music |